# Meg Westergren
Elsa Meg Margareta Westergren, född 16 maj 1932 i Stockholm, är en svensk skådespelare. Hon har bland annat spelat många farser och komedier på teater, och medverkat i många filmer, det senare främst under 1950-talet. På TV har Westergren bland annat spelat Charlotte Rylander i Goda grannar, Desirée Lindman i Rederiet, och varit deltagare i underhållningsprogrammet Gäster med gester.
Westergren är dotter till skådespelarna Håkan Westergren och Inga Tidblad. Hon har varit gift med restaurangmannen Tore Wretman, och sedan med direktör Carl Magnus "Masse" Nyström (1940–2020) till dennes bortgång. Hon är mor till skulptören Fredrik Wretman och till inredningsarkitekten Malin Wretman Krüll, som dog 41 år gammal, 1997.
1999 tilldelades Westergren Guldmasken i kategorin ”Bästa kvinnliga biroll i talpjäs”, för sin roll i Charleys Tant. Hon har belönats med kungliga medaljen Litteris et artibus 2009, och S:t Eriks-medaljen 2013.

## Biografi

### Tidiga år och Dramatens elevskola
Westergren började sin karriär först som modetecknare och gjorde en del mannekänguppdrag. Hon blev upptäckt av Göran Gentele som gav henne huvudrollen som den ambitiösa teatereleven Vivi i filmen Leva på "Hoppet" 1951, varefter bestämde hon sig för att välja teateryrket.
Hon utbildades vid Dramatens elevskola 1951–1954 som elevkamrat till Jane Friedmann, Emy Storm och Gunvor Pontén bland andra.
Meg Westergren debuterade på Dramaten i november 1952 i Carl Jonas Love Almqvists renässanspastisch Ramido Marinesco, med Jan Malmsjö i titelrollen men fick sina första större chanser som Astrid i Hjalmar Bergmans Swedenhielms och Anny i Brandon Thomas fars Charleys tant på våren 1954.
Hon skulle efter en lång och framgångsrik karriär återkomma till Dramaten exakt 50 år senare.

### Första roller
Hon engagerades direkt efter elevskolan av Sture Lagerwall till Alléteatern i Axelrods komedi Flickan ovanpå som spelades av Gertrud Fridh. Hon spelade i Noël Cowards enaktare Familjealbumet dkombinerades med Moliéres sällan spelade George Dandin där hon gjorde Colin, som vanligen gjordes av en herre.
Westergren gjorde succé när hon hösten 1955 kreerade Jane i den första svenska uppsättningen av William Douglas-Homes komedi Vad vet mamma om kärlek? Den resulterade i en långkörare med hela 314 föreställningar. Westergren gjorde på grund av graviditet bara drygt 200 av dessa.

### Känd som Meg Westergren
Under åren har Westergren medverkat i många farser och komedier på Stockholms privatteatrar; här kan nämnas föreställningar som Silverbröllop, Mary Mary, Familjen Don Juan och På Folkan medverkade hon i långkörare som Hotelliggaren och Skaffa mig en tenor. Sängkammarfarsen Bäddat för sex på Chinateatern var en annan framgång, liksom Spanska flugan och Charleys tant på Intiman, samt Ray Cooney-farsen Ojdå, en till! på Folkan 1987 (med Björn Gustafson och Ulf Brunnberg i huvudrollerna; populär TV-inspelning gjordes 1994).
Westergren har medverkat i lättsamma filmer som exempelvis Lille Fridolf blir morfar 1957, Jazzgossen 1958 och Fröken Chic 1959. Många minns henne säkert som överstehustru (Charlotte Rylander) till Jan-Olof Strandbergs överste i TV-serien Goda grannar 1987–1988 eller som deltagare i underhållningsprogrammet Gäster med gester. Hon medverkade i Gunnar Hellströms film Raskenstam 1983 och gestaltade sekreteraren Monas mamma, Desirée Lindman, i Rederiet 1994–1995. År 2005 medverkade hon i en framträdande biroll, som ensam östermalmsdam, i Lisa Ohlins rosade dramaserie Kvalster.
Westergren gjorde en mycket uppmärksammad monolog, Kvinnan (efter Annie Ernaux' roman), på Mosebacke som hon också turnerade med. Sommaren 2003 var hon en av radiopratarna i P1:s Sommar. Hon spelade Ester i pjäsen Utanför mitt fönster på Dramaten 2004. Sedan 2005 har hon varit flitigt verksam på Stockholms stadsteater där hon bland annat spelat operadivan Jean Horton i Ronald Harwoods pjäs Kvartetten (2005), Rosas mamma i scenversionen av Allt om min mamma (2008) i regi av Philip Zandén (baserad på Pedro Almodovars film) och Ingrid i Carin Mannheimers hyllade pjäs Sista dansen (2009). Hon har även turnerat med föreställningen Mitt teaterliv där hon berättar om sin karriär och om sina berömda föräldrar. Mellan 2007 och 2009 turnerade Westergren med estradören Mattias Enn med ett sångprogram om revykungen Karl Gerhard, där Enn sjöng kupletter och Westergren berättade om sin tid hos Karl Gerhard och minnen från Vasan i Stockholm.
2009/2010 medverkade hon i Stjärnorna på slottet tillsammans med Björn Ranelid, Siw Malmkvist, Tommy Körberg och Kjell Bergqvist. Westergren var huvudperson i det tredje programmet av fem.
Hon spelade 2016–2017 mot Björn Gustafson i Karin Thunbergs Lite längtan, helt enkelt på Stockholms stadsteater.

## Priser och utmärkelser
- 1999 – Guldmasken för ”Bästa kvinnliga biroll” i talpjäs i Charleys tant
- 2009 – Litteris et Artibus
- 2013 – S:t Eriksmedaljen

## Filmografi (urval)
- 1951 – Leva på "Hoppet"
- 1953 – Marianne
- 1954 – Gula divisionen
- 1955 – Så tuktas kärleken
- 1956 – Främlingen från skyn
- 1956 – Rätten att älska
- 1957 – Lille Fridolf blir morfar
- 1958 – Fröken April
- 1958 – Jazzgossen
- 1959 – Fröken Chic
- 1961 – Ole!
- 1969 – Miss and Mrs. Sweden
- 1970 – Som hon bäddar får han ligga
- 1974 – Sanna kvinnor
- 1975 – Ägget är löst!
- 1978 – Dante - akta're för Hajen!
- 1983 – Raskenstam
- 1986 – Min pappa är Tarzan
- 2011 – Någon annanstans i Sverige

## TV-program (urval)
- 1972 – Bröderna Malm (TV-serie)
- 1972 – Herrarna i hagen (TV-serie)
- 1973 – Pappas pojkar (TV-serie), avsnitt 2
- 1974 – Kvarteret Oron (TV-serie)
- 1977 – Conny och Tojan (TV-serie)
- 1978 – Hem, ljuva hem! (TV-serie)
- 1981 – Skärp dig, älskling! (TV-serie)
- 1987 – Goda grannar (TV-serie)
- 1991 – Sunes jul (TV-serie) (Julkalender)
- 1994 – Rederiet (TV-serie), Desirée Lindman
- 2005 – Kvalster (TV-serie)
- 2011 – Gustafsson 3 tr (TV-serie)
- 2013 – Inkognito (TV-serie)
- 2016 – Selmas saga (TV-serie) (Julkalender)

## Teater

### Roller (ej komplett)
| År   | Roll                         | Produktion | Regi             | Teater                   |
| ---- | ---------------------------- | --- | ---------------- | ------------------------ |
| 1946 | Fuffy                        | Pat regerar Jerome Chodorov och Joseph Fields                                                                                  | Håkan Westergren | Blancheteatern           |
| 1954 |                              | Flickan ovanpå George Axelrod                                                                                                  | Sam Besekow      | Alléteatern              |
| 1955 | Colin                        | I afton kl. 8: George Dandin (George Dandin ou le Mari confondu) Molière                                                       | Sam Besekow      | Alléteatern              |
| 1955 | Jane                         | I afton kl. 8: Familjealbumet (Family Album) Noël Coward                                                                       | Sam Besekow      | Alléteatern              |
| 1955 | Margot Butler                | Min fru på drift (This Was a Man) Noël Coward                                                                                  | Frank Sundström  | Nya Teatern              |
| 1955 | Jane Broadbent               | Vad vet mamma om kärlek William Douglas-Home                                                                                   | Per Gerhard      | Intiman                  |
| 1957 | Masjenka                     | En skojares dagbok На всякого мудреца довольно простоты, Na vsjakogo mudreca dovol’no prostoty Aleksandr Ostrovskij            | Josef Halfen     | Lilla Teatern            |
| 1958 | Diana Marlowe                | Silverbröllop Michael Clayton Hutton                                                                                           | Per Gerhard      | Vasateatern              |
| 1961 | Bianca                       | Så tuktas en argbigga William Shakespeare                                                                                      | Per Gerhard      | Vasateatern              |
| 1962 | Janet                        | Boeing Boeing Marc Camoletti                                                                                                   | Herman Ahlsell   | Vasateatern              |
| 1963 | Tiffany Richards             | Mary Mary Jean Kerr | Per Gerhard      | Vasateatern              |
| 1964 | Clarice Donohue              | Mitt bedårande jag Peter Ustinov                                                                                               | Gerda Wrede      | Vasateatern              |
| 1968 | Jill Clarice Donohue         | Älskling, du vet att jag inte hör dig när vattnet rinner (You Know I Can't Hear You When The Water Is Running) Robert Anderson | Per Gerhard      | Lilla teatern            |
| 1969 | Ginny                        | Garden Party Alan Ayckbourn | Stig Olin        | Vasateatern              |
| 1969 |                              | En gång till, Sam! Woody Allen                                                                                                 | Stig Olin        | Intiman                  |
| 1970 |                              | Inte just nu, älskling Ray Cooney och John Chapman                                                                             | Hasse Ekman      | Intiman                  |
| 1971 |                              | Gröna hissen Avery Hopwood | Isa Quensel      | Maximteatern             |
| 1973 | Sybil Chase                  | Jag älskar dig markatta Noël Coward                                                                                            | Per Gerhard      | Vasateatern              |
| 1975 | Winnie Winslow               | No, No, Nanette Vincent Youmans, Otto Harbach, Frank Mandel och Irving Caesar                                                  | Isa Quensel      | Oscarsteatern            |
| 1976 | Jill                         | Familjens Don Juan Alan Ayckbourn                                                                                              | Per Gerhard      | Vasateatern              |
| 1978 | Ruth Condomine               | Min fru går igen Noël Coward                                                                                                   | Per Gerhard      | Vasateatern              |
| 1979 | Susannah                     | Sängkammarfars Alan Ayckbourn                                                                                                  | Per Gerhard      | Vasateatern              |
| 1980 |                              | Pippi Långstrump Astrid Lindgren                                                                                               | Staffan Götestam | Folkan                   |
| 1982 | Elsa Schröder                | Sound of Music Richard Rodgers och Oscar Hammerstein II                                                                        | Stig Olin        | Folkan                   |
| 1984 | Helga Philby                 | Bäddat för sex Dave Freeman | Herman Ahlsell   | Chinateatern             |
| 1986 |                              | Hotelliggaren Ray Cooney | Tony Verner      | Folkan                   |
| 1987 |                              | Oj då!... en till?! Ray Cooney och Tony Hilton                                                                                 | Chris Johnston   | Folkan                   |
| 1988 |                              | Det stannar i familjen Ray Cooney                                                                                              | Brian Howard     | Folkan                   |
| 1988 | Eunice Hubbell               | Linje Lusta Tennessee Williams                                                                                                 | Georg Malvius    | Folkan                   |
| 1990 |                              | Skaffa mig en tenor Ken Ludwig                                                                                                 | Piv Bernth       | Folkan                   |
| 1991 | Madame Hortense              | Zorba! Fred Ebb, John Kander och Joseph Stein                                                                                  | Georg Malvius    | Riksteatern              |
| 1996 | Syster Maj från Sophiahemmet | Solskenspojkarna Neil Simon | Hans Klinga      | Intiman                  |
| 1999 | Donna Lucia d'Alvadorez      | Charleys tant Brandon Thomas                                                                                                   | Thomas Ryberger  | Intiman                  |
| 2004 | Ester                        | Utanför mitt fönster Mattias Andersson                                                                                         | Birgitta Englin  | Dramaten                 |
| 2009 | Ingrid                       | Sista dansen Carin Mannheimer                                                                                                  | Malin Stenberg   | Stockholms stadsteater   |
| 2012 | Solveig                      | I sista minuten Carin Mannheimer                                                                                               | Sissela Kyle     | Stockholms stadsteater   |
| 2016 | Medverkande                  | Lite längtan, helt enkelt Karin Thunberg                                                                                       | Hugo Hansén      | Kulturhuset Stadsteatern |
| 2017 | Fru Higgins                  | My Fair Lady Alan Jay Lerner och Frederick Loewe                                                                               | Elisa Kragerup   | Kulturhuset Stadsteatern |

## Radioteater

### Roller
| År   | Roll     | Produktion                       | Regi            |
| ---- | -------- | -------------------------------- | --------------- |
| 1993 | Birgitta | Hillmans gamle vän Folke Mellvig | Anders Levelius |